# Бейкер, Будда
Бишард «Будда» Бейкер (англ. Bishard «Budda» Baker; 10 января 1996, Белвью, Вашингтон) — профессиональный американский футболист, выступающий на позиции сэйфти. Игрок клуба НФЛ «Аризона Кардиналс». Четырёхкратный участник Пробоула. На студенческом уровне выступал за команду Вашингтонского университета. На драфте НФЛ 2017 года был выбран во втором раунде.

## Биография
Бишард Бейкер родился 10 января 1996 года в Белвью в штате Вашингтон. Прозвище «Будда» ему дала мать, считавшая, что он похож на основателя одной из религий. Он окончил старшую школу Белвью, во время учёбы играл за её футбольную команду на позициях сэйфти и раннинбека, занимался лёгкой атлетикой. В 2013 году Associated Press и Seattle Times признали Бейкера игроком года в штате, он неоднократно получал различные индивидуальные награды, три раза подряд с командой выигрывал чемпионат штата в дивизионе 3A. Он принимал участие в матче всех звёзд школьного футбола. На момент выпуска Бейкер считался лучшим молодым игроком Вашингтона. Также он побеждал в чемпионате штата в беге на 100 метров, эстафетах 4 по 100 и 4 по 400 метров.

### Любительская карьера
После окончания школы Бейкер поступил в Вашингтонский университет. В футбольном турнире NCAA он дебютировал в 2014 году, сразу же став игроком основного состава и сыграв четырнадцать матчей. В одной из игр он был капитаном команды. По итогам года сайт Scout.com включил Бейкера в состав сборной звёзд новичков. В 2015 году он сыграл двенадцать матчей, одну игру пропустив из-за травмы, и был включён в сборную звёзд конференции Pac-12.
В сезоне 2016 года Бейкер сыграл четырнадцать матчей и стал лучшим в команде по числу захватов, в том числе с потерей ярдов. Четыре захвата он сделал в победном финале конференции против «Колорадо». Его включили в сборную звёзд NCAA по версиям CBS, Sports Illustrated, Sporting News и USA Today. Бейкер вошёл в число полуфиналистов наград Джима Торпа, Лотта и Беднарика, вручаемых лучшим защитнику и сэйфти студенческого футбола.

#### Статистика выступлений в NCAA
| Сезон | Команда          | Игры | Захваты | Захваты | Захваты | Захваты | Захваты | Перехваты | Перехваты | Перехваты | Перехваты | Перехваты | Фамблы | Фамблы | Фамблы | Фамблы |
| Сезон | Команда          | Игры | Solo    | Ast     | Tot     | Loss    | Sk      | Int       | Yds       | Y/R       | TD        | PD        | FR     | Yds    | TD     | FF     |
| ----- | ---------------- | ---- | ------- | ------- | ------- | ------- | ------- | --------- | --------- | --------- | --------- | --------- | ------ | ------ | ------ | ------ |
| 2014  | Вашингтон Хаскис | 14   | 58      | 22      | 80      | 2,0     | 1,0     | 1         | 44        | 44,0      | 0         | 6         | 0      | 0      | 0      | 2      |
| 2015  | Вашингтон Хаскис | 12   | 32      | 17      | 49      | 1,5     | 0,0     | 2         | 0         | 0,0       | 0         | 7         | 0      | 0      | 0      | 0      |
| 2016  | Вашингтон Хаскис | 14   | 48      | 22      | 70      | 9,5     | 3,0     | 2         | 18        | 9,0       | 0         | 5         | 0      | 0      | 0      | 1      |
| Всего | Всего            | 40   | 138     | 61      | 199     | 13,0    | 4,0     | 5         | 62        | 12,4      | 0         | 18        | 0      | 0      | 0      | 3      |

### Профессиональная карьера
Перед драфтом НФЛ 2017 года аналитик Sports Illustrated Крис Берк сильными качествами Бейкера называл хорошую скорость, подвижность, игровое чутьё, надёжность на захватах и уровень атлетизма, позволяющий играть в блиц-комбинациях. Главным слабым местом игрока указывали его антропометрические данные, затрудняющие ведение борьбы против более габаритных тайт-эндов и слот-ресиверов.
На драфте Бейкер был выбран «Аризоной» во втором раунде. В мае он подписал с клубом четырёхлетний контракт новичка. В первой половине дебютного сезона он сыграл в защите всего 40 снэпов, преимущественно выходя на поле в составе специальных команд. Игровое время Бейкера выросло после травмы Тайвона Бранча. Он использовал возможность проявить себя и по итогам регулярного чемпионата стал одним из лучших новичков лиги по оценкам сайта Pro Football Focus. Он сделал 74 захвата, сэк и форсировал два фамбла. По итогам сезона агентство Associated Press включило Бейкера в сборную звёзд лиги. Он получил первое в карьере приглашение на Пробоул. В 2018 году он сыграл в четырнадцати матчах и проявил себя универсальным игроком, выходя на поле на позициях слот-корнербека и сэйфти, участвуя в блиц-розыгрышах. По итогам сезона сайт Pro Football Focus поставил ему оценку 65,9 балла. В 2019 году она выросла до 71,4 балла. В рейтинге лучших сэйфти лиги аналитика ESPN Джереми Фаулера Бейкер занял девятое место. В шестнадцати матчах регулярного чемпионата он сыграл на шести разных позициях, в том числе лайнбекера и ди-энда. По итогам сезона он вошёл в число участников Пробоула второй раз в карьере.
В августе 2020 года Бейкер продлил контракт с клубом ещё на четыре сезона. Общая сумма нового соглашения составила 59 млн долларов, что сделало его самым высокооплачиваемым сэйфти в лиге. В регулярном чемпионате он сыграл пятнадцать матчей, сделав 118 захватов, два сэка и два перехвата. Второй год подряд и третий раз в карьере он вошёл в число участников Пробоула. В рейтинге сэйфти сайта Pro Football Focus Бейкер занял шестнадцатое место. По итогам опроса, проведённого каналом ESPN среди тренеров, скаутов и игроков, он стал третьим в лиге на своей позиции, уступив только Минке Фицпатрику и Джастину Симмонсу. В семнаднцати матчах сезона 2021 года он сделал 98 захватов и два сэка, установил личный рекорд по количеству перехватов. Ещё один матч он сыграл в плей-офф, куда «Кардиналс» вышли впервые с 2015 года. В четвёртый раз в карьере и в третий раз подряд Бейкер вошёл в число участников Пробоула. 

#### Статистика выступлений в НФЛ

##### Регулярный чемпионат
| Сезон | Команда           | Игры | Захваты | Захваты | Захваты | Захваты | Захваты | Перехваты | Перехваты | Перехваты | Перехваты | Перехваты | Фамблы | Фамблы | Фамблы | Фамблы |
| Сезон | Команда           | Игры | Solo    | Ast     | Tot     | Loss    | Sk      | Int       | Yds       | Y/R       | TD        | PD        | FR     | Yds    | TD     | FF     |
| ----- | ----------------- | ---- | ------- | ------- | ------- | ------- | ------- | --------- | --------- | --------- | --------- | --------- | ------ | ------ | ------ | ------ |
| 2017  | Аризона Кардиналс | 16   | 58      | 16      | 74      | 3       | 1,0     | 0         | 0         | 0,0       | 0         | 7         | 1      | 0      | 0      | 2      |
| 2018  | Аризона Кардиналс | 14   | 78      | 24      | 102     | 8       | 2,0     | 0         | 0         | 0,0       | 0         | 1         | 2      | 34     | 1      | 1      |
| 2019  | Аризона Кардиналс | 16   | 104     | 43      | 147     | 7       | 0,5     | 0         | 0         | 0,0       | 0         | 6         | 1      | 0      | 0      | 1      |
| 2020  | Аризона Кардиналс | 15   | 90      | 28      | 118     | 7       | 2,0     | 2         | 90        | 45,0      | 0         | 6         | 0      | 0      | 0      | 1      |
| 2021  | Аризона Кардиналс | 17   | 63      | 35      | 98      | 6       | 2,0     | 3         | 101       | 33,7      | 0         | 7         | 1      | 0      | 0      | 0      |
| Всего | Всего             | 78   | 393     | 146     | 539     | 31      | 7,5     | 5         | 191       | 38,2      | 0         | 27        | 5      | 34     | 1      | 5      |

##### Плей-офф
| Сезон | Команда           | Игры | Захваты | Захваты | Захваты | Захваты | Захваты | Перехваты | Перехваты | Перехваты | Перехваты | Перехваты | Фамблы | Фамблы | Фамблы | Фамблы |
| Сезон | Команда           | Игры | Solo    | Ast     | Tot     | Loss    | Sk      | Int       | Yds       | Y/R       | TD        | PD        | FR     | Yds    | TD     | FF     |
| ----- | ----------------- | ---- | ------- | ------- | ------- | ------- | ------- | --------- | --------- | --------- | --------- | --------- | ------ | ------ | ------ | ------ |
| 2021  | Аризона Кардиналс | 1    | 2       | 2       | 4       | 0       | 0,0     | 0         | 0         | 0,0       | 0         | 0         | 0      | 0      | 0      | 0      |
| Всего | Всего             | 1    | 2       | 2       | 4       | 0       | 0,0     | 0         | 0         | 0,0       | 0         | 0         | 0      | 0      | 0      | 0      |